# Hexazine
L'hexazine  est un composé inorganique instable répondant à la formule N6, constitué d'un noyau aromatique à six atomes d'azote. C'est donc un allotrope de l'azote.